# Ernst Dopp
Ernst August Friedrich Dopp (* 22. Dezember 1858 in Rostock; † 17. April 1929 ebenda) war ein deutscher klassischer Philologe und Gymnasiallehrer.

## Leben
Ernst Dopp, Sohn des Sattlermeisters Ludwig Dopp und Maria geb. Baas, besuchte ab 1868 die Große Stadtschule Rostock, wo ihn besonders der Rektor und Lateinlehrer Karl Ernst Hermann Krause beeinflusste. So bezog Dopp nach der Reifeprüfung zu Ostern 1878 die Universität Rostock, um Klassische Philologie und Geschichte zu studieren. Im vierten Semester ermöglichte ihm ein Stipendium einen Aufenthalt an der Berliner Universität, wo Dopp Lehrveranstaltungen bei Harry Bresslau, Johann Gustav Droysen, Adolf Kirchhoff, Carl Robert, Heinrich von Treitschke und Wilhelm Wattenbach besuchte. Im Herbst 1880 kehrte Dopp nach Rostock zurück, wo er in das historische Seminar von Friedrich Wilhelm Schirrmacher aufgenommen wurde. Ein Jahr darauf nahmen ihn auch Gustav Körte und Georg Kaibel in das archäologische bzw. philologische Seminar auf.
Kaibel war es auch, der Dopp zu seiner Dissertation Quaestiones de marmore Pario („Untersuchungen zum Marmor Parium“) anregte, mit der Dopp 1883 promoviert wurde. Diese Arbeit war dadurch möglich geworden, dass Kaibel durch Ernst Maass einen Abklatsch der Fragmente des Marmor Parium besorgt hatte. Dopps Schrift wurde von der Fachwelt hoch gelobt, besonders nach der unzureichenden Edition von Hans Flach.
Nach dem Studium arbeitete Dopp als Lehrer an der Großen Stadtschule Rostock, wo er bis zum Gymnasialprofessor aufstieg. Neben dem Unterricht beschäftigte er sich mit der Schulgeschichte und den antiken Geografen. Zu Ephoros von Kyme gab er von 1900 bis 1909 drei Schriften als wissenschaftliche Beilage der Schulnachrichten heraus (Die geographischen Studien des Ephorus). 1924 trat Dopp in den Ruhestand.